# Manx-Gaelisch
Het Manx-Gaelisch of kortweg Manx is een taal die tot in de jaren 70 van de 20e eeuw werd gesproken op het eiland Man. Het is taalkundig gezien het meest verwant aan het oude Iers-Gaelisch, en dan vooral het dialect van Ulster, de dialecten van Galloway en de variant van het Schots-Gaelisch zoals dat op de Hebriden wordt gesproken. De taal is ontstaan rond de 5e eeuw en wordt door haar sprekers Gaelg Vanninagh genoemd.
De laatste echte moedertaalspreker van het Manx was Ned Maddrell, die in 1974 stierf. Daarna leefde het Manx kunstmatig weer op, en mensen begonnen het weer als tweede taal te leren. Veel kinderen die nu worden geboren, worden zowel in het Engels als het Manx opgevoed. De regering van het eiland bevordert de taal en er kunnen lessen e.d. in het Manx worden gevolgd. Niettemin geldt het Manx als dode taal.
Het Manx is het meest van alle Keltische talen beïnvloed door het Oudnoors, doordat vele Vikingen zich op het eiland vestigden.
Al met al is/was het Manx dus een minderheidstaal, en als zodanig wordt het ook erkend door de Europese Unie, het VK en Ierland. Vanaf de 17de eeuw werden boeken als de Bijbel ook in het Manx vertaald, maar vóór die tijd zijn er weinig geschreven bronnen van de taal teruggevonden.
Omdat het Manx zich zonder literatuur of geschriften ontwikkelde, en de eerste originele tekst (een Bijbelvertaling) in deze taal pas in 1830 uitkwam, wordt ze geschreven zoals een Engelsman die de taal voor het eerst zou horen, ze zou schrijven, met referenties naar de schrijfwijze die al bestond voor het Iers-Gaelisch.